# نیتروژن اوره خون
نیتروژن اوره خون یا آزمایش بی‌.یو.ان (به انگلیسی: BUN) در پزشکی میزان اوره موجود در خون تعریف شده که توسط کبد در چرخه اوره به عنوان یک محصول زائد گوارش یا هضم پروتئین تولید می‌شود. برای تعیین برخی بیماری‌ها باید این میزان مورد آزمایش قرار گیرد. در خون انسان بالغ و سالم حدود ۶ تا ۲۰ میلی‌گرم نیتروژن اوره در هر ۱۰۰ میلی‌لیتر (۶-۲۰ میلی‌گرم / دسی‌لیتر) وجود دارد.

## تفسیر
آزمون بی.یو.ان یا مقدار اوره و نیتروژن در خون٬ نماینده سلامت کلیه در انسان است.